# Betsukai
Betsukai (japanska: 別海町?, Betsukai-chō) är en landskommun (köping) i Hokkaido prefektur i Japan. 